# Mistrzostwa Europy w Szermierce 1994
Mistrzostwa Europy w Szermierce 1994 – 7. edycja mistrzostw odbyła się w Krakowie w 1994 roku.

## Klasyfikacja medalowa
| Lp. | Państwo    | złoto | srebro | brąz | Razem |
| --- | ---------- | ----- | ------ | ---- | ----- |
| 1   | Rosja      | 2     | –      | –    | 2     |
| 2   | Niemcy     | 1     | 3      | 3    | 7     |
| 3   | Francja    | 1     | –      | 1    | 2     |
| 4   | Ukraina    | 1     | –      | –    | 1     |
| 5   | Włochy     | –     | 1      | 3    | 4     |
| 6   | Rumunia    | –     | 1      | 1    | 2     |
| 7   | Austria    | –     | –      | 1    | 1     |
| –   | Szwajcaria | –     | –      | 1    | 1     |

## Medaliści

### Mężczyźni
| Złoto                | Srebro            | Brąz                             |
| Floret               |                   |                                  |
| Dmitrij Szewczenko   | Uwe Römer         | Joachim Wendt Patrice Lhôtellier |
| Szpada               |                   |                                  |
| Witalij Ahejew       | Arnd Schmitt      | Paolo Milanoli Michael Flegler   |
| Szabla               |                   |                                  |
| Stanisław Pozdniakow | Raffaello Caserta | Vilmoș Szabo Luigi Tarantino     |

### Kobiety
| Złoto            | Srebro      | Brąz                           |
| Floret           |             |                                |
| Sabine Bau       | Laura Badea | Anja Fichtel Giovanna Trillini |
| Szpada           |             |                                |
| Sangita Tripathi | Karin Mayer | Katja Nass Gianna Bürki        |